# Acanthella erecta
Acanthella erecta är en svampdjursart som först beskrevs av Carter 1876.  Acanthella erecta ingår i släktet Acanthella och familjen Dictyonellidae. Inga underarter finns listade i Catalogue of Life.